# Stewartsville (Missouri)
Pour les articles homonymes, voir Stewartsville.
Stewartsville est une ville du comté de DeKalb, dans le Missouri, aux États-Unis,. Située au sud du comté, elle est fondée en 1854 sous le nom de Tethertown. Elle est rebaptisée en référence à Robert Marcellus Stewart (en), gouverneur du Missouri et incorporée en 1869.

## Démographie
Lors du recensement de 2010, la ville comptait une population de 750 habitants. Elle est estimée, en 2016, à 731 habitants.

## Source de la traduction
- (en) Cet article est partiellement ou en totalité issu de l’article de Wikipédia en anglais intitulé « Stewartsville, Missouri » (voir la liste des auteurs).